# Parkelj
Parkelj je mitološko bitje, podoben hudiču ali demonu, ki (v igrah in zgodbah) pogosto spremlja svetega Miklavža.
Ljudska navada je, da okoli Miklavževega (6. december) Miklavž deli otrokom dobrote, parkelj pa jih straši in zganja hrup z verigami.
Parkelj je prav tako upodobljen na mnogih prazničnih čestitkah.
V prazničnem času okoli Miklavževega je priljubljen posladek tudi pecivo v obliki parklja.
Čeprav se videz parklja od države do države nekoliko razlikuje, ima povsod podobne glavne značilnosti. Ima kosmato telo, pokrito s črnimi ali rjavimi dlakami, ki ga dopolnjuje dolg, prav tako dlakav rep. Na nogah ima preklana kopita ali parklje, v nekaterih kulturah tudi kremplje. Glavo mu krasijo rogovi. Iz ust se mu vije dolg, rdeč, včasih tudi preklan jezik. V nekaterih kulturah ima tudi dolge ostre zobe, podobne vampirskim.